# This Love
This Love – pop-rockowa kompozycja stworzona przez Toby’ego Gada i Keshę Sebert na drugi album studyjny australijskiego duetu The Veronicas, Hook Me Up (2007). Wyprodukowany przez Gada, utwór wydany został jako trzeci singel promujący krążek dnia 10 marca 2008.

## Informacje o singlu
Utwór opowiada o miłości na odległość oraz o sposobie, jak nie zepsuć relacji międzyludzkiej, jaką jest miłość. Recenzent witryny internetowej AllMusic opisuje „This Love” jako piosenkę „stworzoną w zupełnie uroczej, dance-rockowej konwencji, w ostatniej chwili dającą się ponieść dźwięku syntezatora, który uwidacznia się na sam koniec”. Autor słów podsumowuje, porównując kompozycję do utworu „Take on Me” zespołu a-ha. „This Love” stał się hitem w rodzimym kraju zespołu zajmując pozycję w Top 10 oficjalnego notowania najpopularniejszych singli oraz znajdując się w Top 15 nowozelandzkiego zestawienia najpopularniejszych piosenek.
Singel ukazał się dnia 10 marca 2008 jedynie w formacie digital download jako trzecia kompozycja prezentująca wydawnictwo. Miesiąc później „This Love”, 14 kwietnia 2008 utwór miał premierę w postaci CD singla.

## Wydanie singla
„This Love” zyskał sukces w krajach Oceanii, gdzie w Australii i Nowej Zelandii utwór znalazł się na pozycjach w Top 20 oficjalnych tamtejszych notowań. W Australii singel zadebiutował dnia 21 kwietnia 2008 na miejscu #14 oficjalnego zestawienia najczęściej sprzedawanych kompozycji, pięć tygodni później osiągając szczytową pozycję #10. W sumie utwór spędził na liście pięć miesięcy oraz odznaczony został złotą płytą za sprzedaż przekraczającą 35.000 egzemplarzy. W Nowej Zelandii „This Love” debiutował dnia 7 lipca 2008 na pozycji #37. Najwyższe miejsce #14 piosenka zajęła w siódmym tygodniu od debiutu. W sumie w nowzelandzkim zestawieniu kompozycja spędziła czternaście tygodni.

## Teledysk
Teledysk do singla nagrywany był w różnych miejscach miasta Sydney oraz dzielnicy Potts Point tego miasta w Australii. Klip prezentuje rozstanie bliźniaczek ze swoimi partnerami spowodowane wyjazdem za granicę. The Veronicas w jednym z wywiadów wyznały, iż aktorzy grający miłości wokalistek byli ówcześnie prawdziwymi partnerami artystek, gdyż siostry chciały ukazać problem zawarty w teledysku jak najrealniej. Teledysk miał premierę dnia 25 marca 2008 na kilku australijskich kanałach muzycznych.

## Listy utworów i formaty singla
Międzynarodowy CD/digital download singel
1. „This Love” – 2:59
2. „Don’t Say Goodbye” (featuring Tania Doko) – 2:56
3. „Untouched” (listen deep remix) – 4:32

## Pozycje na listach
| Lista przebojów (2008)            | Najwyższa pozycja |
| --------------------------------- | ----------------- |
| Australia ARIA Singles Chart      | 10                |
| Nowa Zelandia RIANZ Singles Chart | 14                |

## Daty wydania
| Państwo   | Data             | Wytwórnia    | Format           | Katalog    |
| --------- | ---------------- | ------------ | ---------------- | ---------- |
| Australia | 10 marca 2008    | Warner Music | Digital download | 9362498706 |
| Australia | 14 kwietnia 2008 | Warner Music | CD singel        | 9362498706 |